# Guy Tapoko
Guy-Noël Tapoko (ur. 25 grudnia 1968 w Bangangté) – kameruński piłkarz grający na pozycji pomocnika. W swojej karierze rozegrał 12 meczów w reprezentacji Kamerunu.

## Kariera klubowa
Swoją karierę piłkarską Tapoko rozpoczął w klubie Mystère Duala. W 1986 roku zadebiutował w nim, a w 1988 roku odszedł do Panthère Bangangté. Spędził w nim cztery sezony i w 1991 roku wyjechał do Francji, gdzie został zawodnikiem drugoligowego Stade Lavallois. W Stade Lavallois grał do 1999 roku i wtedy też odszedł do piątoligowego SC Tinqueux. W 2002 roku przeszedł do Ancienne Château-Gontier, a w 2003 roku zakończył w nim swoją karierę.
| Sezon   | Klub                     | Kraj    | Rozgrywki         | Mecze | Bramki |
| ------- | ------------------------ | ------- | ----------------- | ----- | ------ |
| 1986/87 | Mystère Duala            | Kamerun | Première Division | ?     | ?      |
| 1988    | Panthère Bangangté       | Kamerun | Première Division | ?     | ?      |
| 1989    | Panthère Bangangté       | Kamerun | Première Division | ?     | ?      |
| 1990    | Panthère Bangangté       | Kamerun | Première Division | ?     | ?      |
| 1991    | Panthère Bangangté       | Kamerun | Première Division | ?     | ?      |
| 1991/92 | Stade Lavallois          | Francja | Ligue 2           | 11    | 0      |
| 1992/93 | Stade Lavallois          | Francja | Ligue 2           | 17    | 1      |
| 1993/94 | Stade Lavallois          | Francja | Ligue 2           | 32    | 1      |
| 1994/95 | Stade Lavallois          | Francja | Ligue 2           | 36    | 1      |
| 1995/96 | Stade Lavallois          | Francja | Ligue 2           | 42    | 0      |
| 1996/97 | Stade Lavallois          | Francja | Ligue 2           | 32    | 0      |
| 1997/98 | Stade Lavallois          | Francja | Ligue 2           | 6     | 0      |
| 1998/99 | Stade Lavallois          | Francja | Ligue 2           | 5     | 0      |
| 1999/00 | SC Tinqueux              | Francja | CFA 2             | ?     | ?      |
| 2000/01 | SC Tinqueux              | Francja | CFA 2             | ?     | ?      |
| 2001/02 | SC Tinqueux              | Francja | CFA 2             | ?     | ?      |
| 2002/03 | Ancienne Château-Gontier | Francja | CFA 2             | ?     | ?      |

## Kariera reprezentacyjna
W reprezentacji Kamerunu Tapoko zadebiutował 19 sierpnia 1990 w zremisowanym 0:0 meczu kwalifikacji do Pucharu Narodów Afryki 1992 z Mali, rozegranym w Jaunde. W 1992 roku został powołany do kadry na Puchar Narodów Afryki 1992. Na tym turnieju wystąpił w trzech meczach: ćwierćfinałowym z Senegalem (1:0), półfinałowym z  Wybrzeżem Kości Słoniowej (0:0, k. 1:3) i o 3. miejsce z  Nigerią (1:2). Od 1990 do 1997 wystąpił w kadrze narodowej 12 razy.